# Genoa (Wisconsin)
Genoa – miasto w Stanach Zjednoczonych, w stanie Wisconsin, w hrabstwie Vernon.